# От Пирене
От Пирене (на френски: Hautes-Pyrénées, „Горни Пиренеи“) е департамент в регион Окситания, югозападна Франция. Образуван е през 1790 година от части на провинция Гаскония. Площта му е 4464 км², а населението – 228 567 души (2016). Административен център е град Тарб.